# Gonia genei
Gonia genei är en tvåvingeart som beskrevs av Camillo Rondani 1863. Gonia genei ingår i släktet Gonia och familjen parasitflugor.
Artens utbredningsområde är Venezuela. Inga underarter finns listade i Catalogue of Life.